# Beate Breithaupt
Beate Anette Breithaupt (* 1958 in Stuttgart) war von 1990 bis 2007 stellvertretende Vorsitzende des Evangelischen Jugendwerks Württemberg, von 2000 bis 2008 Vizepräsidentin des Europäischen Bundes des CVJM (Christlicher Verein Junger Menschen).

## Leben
Die studierte Germanistin Beate Breithaupt ist als freiberufliche Journalistin tätig.

## Wirken
Von 1984 bis 2011 war Beate Breithaupt Mitglied im Fachausschuss Ökumenisch-internationale Arbeit des Evangelischen Jugendwerks Württemberg, 1991 bis 2011 hatte sie dessen Vorsitz inne. 1987 bis 2007 war sie Mitglied im Vorstand des Evangelischen Jugendwerks Württemberg, 1990 bis 2007 war sie stellvertretende Vorsitzende des Evangelischen Jugendwerks Württemberg. Seit 2011 ist sie stellvertretende Vorsitzende des Fachausschusses Evangelisches Jugendwerk Württemberg-Weltdienst.
Von 2000 bis einschließlich 2008 war diese als Vizepräsidentin des Europäischen Bundes des CVJM tätig. Sie ist lokal, wie auch international als Botschafterin Christi unterwegs. Seit 1984 verantwortet sie die Beziehungen zwischen dem EJW (Evangelisches Jugendwerk Württemberg) zum East Jerusalem YMCA. Durch die Kooperation mit dem EJW-Weltdienst und der Mitgliedschaft im CVJM-Gesamtverband in Deutschland konnte der größte konfessionelle Jugendverband in Baden-Württemberg neben Partnerschaften in Osteuropa und Afrika auch eine enge Verbindung zu den Mitarbeitern der dortigen CVJM-Bewegung knüpfen.

## Ehrungen
- 2006: Verdienstmedaille des Landes Baden-Württemberg (heute Verdienstorden)
- 2011: Bundesverdienstkreuz am Bande